# Giuseppe Cervellini
Giuseppe Cervellini (Ceneda, 1745 – Cividale del Friuli, 1824) è stato un compositore e organista italiano.
Fu influenzato dal classicismo viennese di Mozart, Haydn e Beethoven. Organista presso il duomo di Cividale del Friuli (segnalato tra il 1765 e il 1780), in questo periodo ebbe rapporti con Giovanni Battista Martini e soggiornò a Salisburgo. In seguito condusse una vita raminga: nel 1792 è a Varsavia come maestro di musica di re Stanislao II di Polonia; poco dopo lo si ritrova a collaborare con Francesco Bianchi e Sebastiano Nasolini alla realizzazione di un'opera (Inés de Castro) rappresentata a Venezia (1795) e a Bologna (1796). Nel 1805 raggiunge infine Trieste, dove divenne organista di Sant'Antonio Nuovo e di San Pietro e fonda una scuola privata precorritrice del conservatorio locale.
Non si ravvisa alcun legame di parentela con il concittadino Giovanni Battista Cervellini, altro organista del periodo.